# Аглутинация
 Тази статия е за термина от лингвистиката.  За медицинския термин вижте Аглутинация (медицина).  
Аглутинация в езикознанието е морфологичният процес на добавяне на афикси към корена на думата. Езиците, които използват аглутинация, се наричат аглутинативни. Те често се противопоставят на флексивните (или флективни) и изолиращите (коренни). Но и флексивните и изолиращите могат да използват аглутинация в най-често употребяваните конструкти и често използват аглутинация в някои случаи като словообразуването. Такъв е случаят с английския, например, който е изолиращ, но има формант за множествено число -(e)s и производни думи от типа на shame·less·ness.
Аглутинативните суфикси често се добавят без да се взимат предвид границите на сричките. Хората с аглутинативен майчин език, ако нямат лингвистична подготовка, обикновено не могат да разделят аглутинирана дума на нейните морфеми. Аглутинативните езици често имат и голям запас от енклитики.